# 스위스 축구 국가대표 B팀
스위스 축구 국가대표 B팀은 스위스 축구 국가대표팀을 지원하는 2진 축구 팀이었다.

## 역사
팀은 1932년 11월 6일 룩셈부르크에서 첫 경기를 치렀고, 룩셈부르크 A를 상대로 2-2 무승부를 기록했다.
팀은 다양한 나라에서 여러 경기를 치렀으며, 제네바의 스타드 드 주네브, 장크트 야코프 파르크 ( 바젤 ) 및 레치그룬트 ( 취리히 )등 다양한 곳에서 경기를 치렀다. 
스위스 팀은 때때로 잉글랜드 와 같은 다른 국가의 B팀들과 경기를 펼쳤으며, 스위스 축구 국가대표 B팀은 해당 팀에서 뛰었던 선수들이 이후에 스페인 축구 국가대표팀과 라이파이젠 슈퍼리그 등에서 활약하게 되는 등 여러 스위스 선수들의 발전에 기여했다는데에 의의를 지닌다.